# Берёзовка (Усть-Таловская поселковая администрация)
Берёзовка (каз. Берёзовка) — село в Шемонаихинском районе Восточно-Казахстанской области Казахстана, входит в состав Усть-Таловской поселковой администрации. Код КАТО — 636863200.

## География
Село расположено на западе Шемонаихинского района, в 4 километрах к северо-востоку от административного центра поселковой администрации поселка Усть-Таловка и к югу от районного центра города Шемонаиха. Ближайшая железнодорожная станция Шемонаиха — расположена в 2 километрах к северу от села (по дороге — 8,1 км). Соседние населённые пункты: Шемонаиха к северу, Половинка в 2 километрах к югу. Транспортное сообщение осуществляется автомобильной дорогой областного значения KF-40 «Шемонаиха — Усть-Таловка». Высота центра населённого пункта — 280 метров над уровнем моря.

## Население
| Численность населения | Численность населения | Численность населения | Численность населения |
| 1989                  | 1999                  | 2009                  | 2021                  |
| --------------------- | --------------------- | --------------------- | --------------------- |
| 360                   | →360                  | ↘352                  | ↘299                  |